# Moulin Rouge!
Moulin Rouge! is een Amerikaans-Australische musicalfilm uit 2001 van Baz Luhrmann. Het speelt zich af rond de beroemde gelijknamige Parijse nachtclub Moulin Rouge tijdens de belle époque, in de jaren negentig van de negentiende eeuw. Veel bekende nummers uit de popgeschiedenis van de jaren zeventig tot en met de jaren negentig van de twintigste eeuw zijn erin verwerkt. De film werd bekroond met twee Golden Globes (Voor Beste Komedie/Musical en voor Beste Actrice in een Komedy/Musical) en genomineerd voor acht Oscars. De film is losjes gebaseerd op drie opera's: La bohème van Puccini, Verdi's La traviata en Orphée aux enfers van Jacques Offenbach. In 2018 ging de musical in première op Broadway. 

## Verhaal
Christian, een jonge Britse schrijver (gespeeld door Ewan McGregor) trekt naar de Montmartre om daar zijn geluk te zoeken. Hier ontmoet hij de bekende Franse schilder Henri de Toulouse-Lautrec (John Leguizamo), die hem meeneemt in een wereld van feestjes, absint en de leefwijze van een bohemien. Toulouse-Lautrec neemt Christian mee naar de "Moulin Rouge", waar nachtclubeigenaar Harold Zidler (Jim Broadbent) een wereld heeft gecreëerd van theater, muziek en cancan. Hier wordt Christian verliefd op de mooie courtisane Satine (Nicole Kidman). De hertog (Richard Roxburgh) heeft echter ook een oogje op haar, en ze lijdt zonder het te weten aan tuberculose. Na een lang kat-en-muis-spelletje, dreigt de hertog Christian te vermoorden als ze niet voor hem kiest, waarna zij en Christian Parijs en de Moulin Rouge willen verlaten. Op het moment dat zij weggaat, vertelt Zidler haar dat ze stervende is. Ze besluit toch te blijven en de première te spelen, waarna ze sterft in de armen van Christian.

## Hoofdrolspelers
- Ewan McGregor - Christian
- Nicole Kidman - Satine
- Jim Broadbent - Harold Zidler
- John Leguizamo - Henri de Toulouse-Lautrec
- Richard Roxburgh - Duke of Monroth

## Popmuziek
Popmuziek speelt een belangrijke rol in de film. De muziek in de film bestaat voornamelijk uit losse bewerkingen van hedendaagse klassiekers, van het titelnummer van The Sound of Music tot "Smells Like Teen Spirit" van Nirvana. Een cover van "Lady Marmalade" van Labelle, gezongen door Christina Aguilera, Lil' Kim, Pink en Mýa, werd op single uitgebracht. Een belangrijke rol is weggelegd voor "Your Song" van Elton John. Overigens is er slechts één origineel nummer in de film, "Come What May", dat genomineerd werd voor een Golden Globe.
Niet alleen werden er nummers bewerkt, ook andere referenties naar de popmuziek werden gedaan. Zo is de Australische zangeres Kylie Minogue even te zien als de groene absintfee. De schreeuw die zij op het einde geeft, is eigenlijk de stem van Ozzy Osbourne. Ook de tenor Plácido Domingo is in de film te horen.
Nummers die in de film zijn verwerkt, zijn onder andere:
- "Children of the Revolution" - T. Rex
- "The Sound of Music" - Richard Rodgers & Oscar Hammerstein II
- "Lady Marmalade" - Labelle
- "Smells Like Teen Spirit" - Nirvana
- "Diamonds Are a Girl's Best Friend" - Marilyn Monroe
- "Material Girl" - Madonna
- "Your Song" - Elton John
- "One Day I'll Fly Away" - Randy Crawford
- "All You Need Is Love" - The Beatles
- "I Was Made For Lovin' You" - KISS
- "Pride (In the Name of Love) - U2
- "Rhythm of the Night - DeBarge
- "Silly Love Songs" - Paul McCartney & Wings
- "Up Where We Belong" - Joe Cocker & Jennifer Warnes
- ""Heroes"" - David Bowie
- "I Will Always Love You" - Dolly Parton
- "Like a Virgin" - Madonna
- "Roxanne" - The Police
- "The Show Must Go On" - Queen
- "Nature Boy" - Nat King Cole